# Ponta Canido
A Ponta Canido é uma formação geológica costeira de São Tomé e Príncipe, localizada na ilha de São Tomé, a Este da província de Mé-Zóchi. Este acidente geológico localiza-se entre a Praia do Melão e a Ponta de São Marçal.